# 347266 Carriere
347266 Carriere este o planetă minoră (asteroid) din centura de asteroizi. A fost descoperită pe 13 iunie 2004 la Saint-Sulpice de Bernard Christophe⁠(d) și a fost numită după Jean-Claude Carrière. 
Obiectul prezintă o orbită caracterizată de o semiaxă mare de 2,3159169756747 UAi, o excentricitate de 0,16032121091452, o înclinație de 9,5019826985202 ° în raport cu ecliptica.